# Benito Rabal
Benito Rabal Balaguer (Madrid, 20 de octubre de 1954) es un director de cine, guionista y escritor español. 
Hijo de Francisco "Paco" Rabal (actor, guionista y director) y de la actriz Asunción Balaguer y hermano de la cantante y presentadora Teresa Rabal. 
Es padre del actor y director de cine Liberto Rabal y de la actriz Candela Rabal, cuya madre es su expareja, la escritora Silvia Cerezales Laforet, quien por su parte es hija de la también escritora Carmen Laforet (conocida principalmente por su novela Nada) y del periodista y crítico literario Manuel Cerezales.
De su relación posterior con la escritora Bárbara Aranguren nació su hijo Nander Rabal. Por último, con Marta Biurrun tuvo a su hija Guevara Rabal.
Su actual pareja es Sandie Gilham, con la que se casó en 2023.

## Trayectoria
Se inició como ayudante de dirección en 1970, y más adelante fue director de la segunda unidad con directores como Mario Camus, José Luis Garci, Pedro Olea, Imanol Uribe y William Friedkin, participando en el rodaje de películas como Los Santos Inocentes, El Crack, Volver a empezar, La Colmena, Las bicicletas son para el verano, Sorcerer y La fuga de Segovia.
En 1984 trabajó para televisión realizando una serie sobre pintores contemporáneos españoles, ¿Qué pintamos aquí?. También estuvo trabajando en otra serie de televisión española, Perros, que se prolongó durante trece capítulos. Fue director de las series Nazca y Curro Jiménez II, de gran éxito popular.
Ha sido autor de guiones, cuentos y poesía (como el poemario Notas del Sur), y de dos obras de teatro, de las que también ha sido director. En 1985 dirigió el documental Galdós y Fortunata y Jacinta y dirigió en 1986 la película El hermano bastardo de Dios. Posteriormente realizó las películas Paco, mi padre (1992), sobre su padre Francisco Rabal, y El furgón (2003). 
Colabora habitualmente en medios de comunicación con artículos de opinión, como en Mundo Obrero. En 2023 publicó la novela Ayer, mañana, ambientada en los primeros años setenta durante la dictadura en España y el libro autobiográfico Gracias por mi vida, en el que narra su infancia y juventud junto a sus padres Paco Rabal y Asunción Balaguer.
Benito Rabal ha recibido varios premios (Ícaro de cine) y menciones en festivales como los de Venecia, Tenerife, Peñíscola, Burdeos, Montpellier y Hong Kong.

## Filmografía

### Películas
- Galdós y Fortunata y Jacinta (1985)
- El hermano bastardo de Dios (1986)
- Paco, mi padre (1992)
- El furgón (2003)
- Mereces vivir (cortometraje)
- Tu verás (cortometraje)

### Televisión
- ¿Qué pintamos aquí? (1985-1986)
- Perros (1984)
- Nazca (1988-1992) (TVE, International Network Group y Fundación Nuevo Cine Latinoamericano)
- Curro Jiménez II - El Regreso de una leyenda (Antena 3)  (1993-1996)
- De tal Paco tal astilla (Tele 5)
- Truhanes (Tele 5) (guionista)

### Dirección o asistencia de la segunda unidad
- Wisdom for Heroes (2022) first assistant director
- Gallego (1988) dirección de la segunda unidad
- Los santos inocentes (1984) asistencia a dirección
- Las bicicletas son para el verano (1984) asistencia a dirección
- Truhanes (1983) asistencia a dirección
- Los desastres de la guerra (1983) asistencia a dirección Miniserie de TV 6 episodios
- La colmena (1982) first assistant director
- Las chicas del bingo (1982) asistencia a dirección
- Volver a empezar (1982) asistencia a dirección
- La fuga de Segovia (1981) asistencia a dirección

- El crack (1981) first assistant director
- La mano negra (1980) asistencia a dirección
- Fortunata y Jacinta (1980) asistencia a dirección serie de TV 10 episodios
- El alcalde y la política (1980) asistencia a dirección
- Las verdes praderas (1979) asistencia a dirección
- Curro Jiménez (1976) asistencia a dirección serie de TV 1977–1978